# شاومي مي 8
شاومي مي 8 (بالإنجليزية: Xiaomi Mi 8)‏، وهو هاتف ذكي يعمل بنظام أندرويد ومن صنع الشركة الصينية شاومي. تم إطلاقه في حدث أقيم في شنجن، الصين كبديل للهاتف السابق شاومي مي 6.

## مواصفات شاومي Mi 8
- الجسم : هيكل مصنوع من الألومنيوم ، مع طبقة حماية Gorilla Glass 5 من الأمام والخلف, بأبعاد 154.9 × 74.8 × 7.6 ملم ، ووزن 175 غرامًا.
- الشاشة : قياس 6.21 إنش , ودقة 2.248 × 1.080 بكسل  من نوع Super AMOLED , و نسبة عرض إلى ارتفاع 18.7:9 ،وعدد بيكسلات 402 PPI ودعم HDR 10 .
- الكاميرا الخلفية : ثنائية العدسة  الأولى بدقة 12 ميجابيكسل ، وحساس 2.55\1 مع حجم بيكسل 1.4 µm و فتحة عدسة بقياس f / 1.8  ثنائية البؤرة لتركيز سريع ومثبت بصري . والثانية بدقة 12MP ، وحساس 3.4\1 و فتحة عدسة f / 2.4 ، مع ضبط تلقائي للصورة , ودعم تصوير حركة بطيئة 1080p / 240fps.
- الكاميرا الأمامية: 20 ميجابكسل ، حجم البكسل 0.9 µm وفتحة عدسة f / 2.0.
- نظام التشغيل : أندرويد 8.1 أوريو , ولانشر MIUI 9.5.
- المعالج : Qualcomm Snapdragon 845 , وحدة معالجة مركزية ثمانية النواة (4 × 2.8 جيجاهرتز Kryo 385 Gold & 4 × 1.7 GHz Kryo 385 Silver) ، ومعالج رسومي Adreno 630 GPU.
- الذاكرة : 6 جيجابايت من ذاكرة الوصول العشوائي Ram , وذاكرة تخزين داخلية 64\128\256 جيجابايت ولا يوجد دعم لميكرو كارد .
- البطارية : بطارية بقوة 3400mAh مع دعم QuickCharge 4.0 .
- الاتصال : دعم بطاقتي جوال LTE و WIFI و USB-C و GPS و بلوتوث 5  .
- متفرقات : قارئ بصمات الأصابع في الخلف,  ودعم التعرف على الوجه بالأشعة تحت الحمراء , لايوجد جاك 3.5mm.